# RailDriver
El RailDriver USB Desktop Train Cab Controller es un periférico de entrada que pretende simular de forma realista los controles de la cabina un tren en formato de escritorio. Vendido por la propia marca RailDriver, perteneciente a la empresa P.I. Engineering, para una serie específica de juegos de simulación de conducción de trenes desde 2003. Es un dispositivo destinado a replicar la experiencia de conducción desde la cabina de un tren para todos aquellos fanáticos de los simuladores de conducción de trenes que busquen una experiencia más realista, pudiendo prescindir del ratón y el teclado.  

## Controles
El RailDriver es un controlador de cabina de tren que se conecta a través de un puerto USB, lo que garantiza una amplia compatibilidad con diversos equipos y permite una configuración rápida tipo plug-and-play.
El dispositivo simula los controles típicos de una locomotora real, ofreciendo una experiencia de conducción más inmersiva y realista. Los controles que incluye son:
- Palanca de aceleración (Throttle): Regula la velocidad del tren.
- Palanca de freno dinámico: Controla el freno electromagnético del tren.
- Palanca de freno del tren (Train Brake): Maneja el freno de aire del tren completo.
- Palanca de freno independiente: Controla el freno independiente de la locomotora.
- Control de reversa: Permite seleccionar la dirección del tren (adelante, atrás o neutral).

Además, el RailDriver incluye una serie de botones para funciones esenciales, como la bocina y las luces. También dispone de 34 botones programables que se pueden asignar a otras funciones según las necesidades del simulador.
El dispositivo está equipado con una pantalla LCD que muestra información relevante como la velocidad y otros datos importantes para la operación. También incluye un altavoz y sensores que proporcionan retroalimentación háptica, lo que añade realismo a la experiencia al simular las sensaciones físicas de conducir un tren.
Finalmente, el RailDriver cuenta con drivers y software especializado que permiten ajustar los controles a las características de distintos simuladores de trenes, asegurando una integración personalizada para cada experiencia de simulación.

## Juegos
- Trainz Railroad Simulator 2022
- Train Simulator Classic
- Train Sim World 2, 3 & 4
- Trainz Railroad Simulator 2019
- Diesel Railcar Simulator
- Trainz: A New Era
- Trainz 2009, 2010, 2012
- Run8
- My First Trainz Set
- Trainz Railwayz 2006
- Trainz Classics
- Trainz 2004
- World of Subways 2 y 3
- TrainMaster 4.3
- Microsoft Train Simulator
- Open Rails